# NGC 5823
NGC 5823 ist die Bezeichnung eines offenen Sternhaufens im Sternbild Zirkel. NGC 5823 hat eine Helligkeit von 7,9 mag und einen Winkeldurchmesser von 10 Bogenminuten. Das Objekt wurde am 8. Mai 1826 vom schottischen Astronomen James Dunlop entdeckt.